# Distrito electoral de Loup (condado de Cherry, Nebraska)
Loup (en inglés: Loup Precinct) es un distrito electoral ubicado en el condado de Cherry en el estado estadounidense de Nebraska. En el Censo de 2010 tenía una población de 233 habitantes y una densidad poblacional de 0,18 personas por km².

## Geografía
Loup se encuentra ubicado en las coordenadas 42°10′34″N 100°36′46″O / 42.17611, -100.61278. Según la Oficina del Censo de los Estados Unidos, Loup tiene una superficie total de 1320.55 km², de la cual 1311.75 km² corresponden a tierra firme y (0.67%) 8.79 km² es agua.

## Demografía
Según el censo de 2010, había 233 personas residiendo en Loup. La densidad de población era de 0,18 hab./km². De los 233 habitantes, Loup estaba compuesto por el 97.85% blancos, el 0% eran afroamericanos, el 2.15% eran amerindios, el 0% eran asiáticos, el 0% eran isleños del Pacífico, el 0% eran de otras razas y el 0% pertenecían a dos o más razas. Del total de la población el 1.72% eran hispanos o latinos de cualquier raza.